# Friedrich Cremer
Friedrich Cremer (* 16. Februar 1920 in Düsseldorf; † 22. September 2010 in Triefenstein) war ein deutscher Politiker, bayerischer Landtagsabgeordneter (SPD) und Agent der DDR-Staatssicherheit.

## Leben
Friedrich Cremer begann 1938 ein Studium der Medizin in Köln, München und Düsseldorf, unterbrochen durch den Wehrdienst im Zweiten Weltkrieg. Nach dem Studium der Medizin ließ sich Fritz Cremer nach dem Ende des Zweiten Weltkrieges in Triefenstein-Lengfurt als Arzt nieder. Bekannt wurde er durch sein Engagement in verschiedenen Sozialprojekten.
38 Jahre war er Bürgermeister bzw. Gemeinderat von Triefenstein. 1960 wurde Cremer Erster Bürgermeister der Gemeinde Lengfurt sowie nach der Kommunalreform ab 1. Mai 1978 Erster Bürgermeister des Marktes Triefenstein. Cremer war von 1966 bis zum 7. April 1981 Abgeordneter im Bayerischen Landtag, darüber hinaus war er 31 Jahre lang im Kreistag Main-Spessart und im Bezirkstag Unterfranken aktiv.
Cremer war in der Arbeitsgemeinschaft der Sozialdemokraten im Gesundheitswesen Landesvorsitzender in Bayern und deren stellvertretender Bundesvorsitzender.
Er galt als Graue Eminenz der SPD in Unterfranken und war bis zu seinem 85. Lebensjahr in der Kommunalpolitik aktiv. Im Juli 2010 wurde er für 65 Jahre Parteimitgliedschaft mit der Ehrennadel in Platin geehrt.
Im September 2010 starb Cremer im 91. Lebensjahr.

## Agent des Staatssicherheitsdiensts der DDR
Spätestens ab 1975 bis etwa Ende Dezember 1978 hatte Cremer intensive Kontakte zum Ministerium für Staatssicherheit. Am 30. Januar 1979 wurde er festgenommen. Er hatte mindestens 13 Mal in Markt Triefenstein und München, später auch in Stockholm, Besuch eines „Dr. Hans Richter vom Aufbau-Verlag in Berlin“ erhalten. Ende Juni 1978 fuhr Cremer mit seiner Freundin nach Schweden und traf sich dort mit diesem „Dr. Richter“ sowie später mit einem angeblichen Kollegen namens „Dr. Kurt Werner“. Beide stellten sich später als Markus Wolf und Werner Großmann heraus. Fotos dieser Zusammenkünfte und des Aufenthalts Wolfs in Schweden, die der BND anfertigte, wurden später benutzt, um Markus Wolf durch Werner Stiller identifizieren zu lassen. Ein Bild wurde dem Nachrichtenmagazin Der Spiegel von Seiten des BND lanciert und machte Markus Wolf auch der westdeutschen Öffentlichkeit bekannt. Cremer wurde als inoffizieller Mitarbeiter unter dem Decknamen Bäcker geführt. Am 16. Mai 1980 wurde er als feindlicher Agent zu einer Freiheitsstrafe von zwei Jahren und sechs Monaten verurteilt. Cremer stritt sämtliche Vorwürfe ab bzw. gab nur das zu, was nachweisbar war. Das Gericht sah in der Wichtigkeit der Kontakte im MfS einen „schwerwiegenden Hinweis auf die Ergiebigkeit der Auskunft“ von Cremer, gerade im Hinblick auf seine politische Position in der SPD. Eine Revision beim Bundesgerichtshof und eine Beschwerde beim Bundesverfassungsgericht blieben erfolglos.

## Werke
- Friedrich Cremer: Wipp-Raster-Raumbild. Medizinische Akademie Düsseldorf, Dissertation vom 18. Dezember 1946, DNB 481658114.